# Krystian Brzozowski
Krystian Brzozowski (* 20. února 1982 Namysłów) je bývalý polský zápasník-volnostylař.

## Sportovní kariéra
Zápasení se věnoval od 10 let v rodném Namysłówě v klubu LKS Orzeł pod vedením Wiktora Kanygina. Specializoval se na volný styl. Připravoval se v klubu WKS Górnik v Łęczné pod vedením Piotra Garbala. V polské mužské reprezentaci se pohyboval od roku 2002 ve váze do 74 kg. V roce 2003 musel vynechat první kvalifikační turnaj mistrovství světa v New Yorku kvůli naraženým žebrům. Na olympijské hry v Athénách se kvalifikoval na druhý pokus z olympijského kvalifikačního turnaje v Bratislavě počátkem února 2004. V Athénách zaskočil v úvodním zápase skupiny reprezentanta Bulharska Nicolae Pâslarua vítězstvím na pomocná kritéria 3:3 na technické body. Rozhodující druhý zápas ve skupině s reprezentantem Makedonie Šichamirem Osmanovem vyhrál 4:0 na technické body a postoupil z prvního místa do vyřazovacích bojů. Ve čtvrtfinále měl kvůli lichému počtu skupin štěstí na volný los. V semifinále však prohrál s ruským Dagestáncem Buvajsarem Sajtijevem jednoznačně 0:8 na technické body. V souboji o třetí místo s Kubáncem Ivánem Fundorou vyhrál v regulérním hracím čase 1:0 na technické body. Protože bodový rozdíl nebyl větší než dva body, zápas pokračoval nastavením. V něm rozhodčí na úvod nařídil klinč, který Brzozowski prohrál a navíc se nechal vytlačit ze žíněnky. Zápas skončil 1:3 na technické body a Brzozowski obsadil nepopulární 4. místo.
V roce 2008 se třetím místem na první olympijské kvalifikaci v Martigny kvalifikoval na olympijské hry v Pekingu. Tam prohrál v úvodním kole s reprezentantem Kyrgyzstánu Arsenem Gitinovem těsně 1:2 na sety. V roce 2012 a 2016 neprošel sítem kvalifikačních turnajů na olympijské hry v Londýně, resp. na olympijské hry v Riu. Sportovní kariéru ukončil v roce 2017.

## Výsledky
| Olympijské hry     |    |    |    |     | —   |     |     |    | 4. |     |     |     | úč. |     |    |     | — |     |     |     |  |  |  |  |  |  |  |
| Mistrovství světa  |    |    |    |     |     | —   | úč. | —  |    | úč. | úč. | úč. |     | úč. | 5. | úč. |   | úč. | úč. | úč. |  |  |  |  |  |  |  |
| Evropské hry       |    |    |    |     |     |     |     |    |    |     |     |     |     |     |    |     |   |     |     | 8.  |  |  |  |  |  |  |  |
| Mistrovství Evropy |    |    |    |     | —   | —   | —   | 5. | 4. | —   | 3.  | 7.  | 5.  | úč. | —  | —   | — | —   | 3.  | 8.  |  |  |  |  |  |  |  |
| MS juniorů         | —  | —  | —  | —   | úč. | úč. |     |    |    |     |     |     |     |     |    |     |   |     |     |     |  |  |  |  |  |  |  |
| ME juniorů         | —  | —  | —  | —   | 4.  |     | 2.  |    |    |     |     |     |     |     |    |     |   |     |     |     |  |  |  |  |  |  |  |
| MS dorostenců      | 8. | 1. | 2. | úč. |     |     |     |    |    |     |     |     |     |     |    |     |   |     |     |     |  |  |  |  |  |  |  |